# تحرير فينمارك
كان تحرير فينمارك عبارة عن عملية عسكرية، استمرت من 23 أكتوبر 1944 حتى 26 أبريل 1945، انتزعت فيها القوات السوفييتية والنرويجية السيطرة على فينمارك، المقاطعة الموجودة أقصى شمال النرويج، من ألمانيا. بدأ الأمر بهجوم سوفييتي كبير حرر شيركنيس.

## التحرير

### استعادة شيركنيس

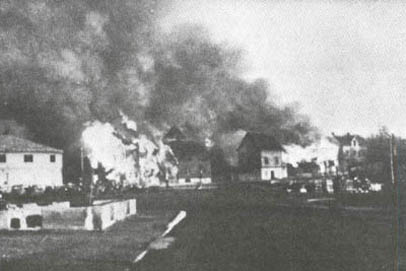
ألسة النيران تتصاعد من شيركنيس بعدما عاث بها الألمان خرابًا

بدأ القتال من أجل شيركنيس في 23 أكتوبر عام 1944، إذ صد سلاح الفرقة الرابعة عشرة سلسلة من الهجمات المضادة من تارنت إلى شيركنيس وهو يلاحق الألمان المنسحبين من فنلندا. في تلك الليلة، عبرَ سلاح الفرقة الرابعة والخمسين وادي جار الخِلالي (أو جار فيورد)، تاركًا دباباته وقاذفات صواريخه مع سلاح الفرقة الرابعة عشرة. في أقصى الجنوب، مرَّ حراس الفرقة العاشرة عبرَ جسرٍ عائمٍ في هولمفوس، مصحوبين بدبابات كيه في ومدفعية ذاتية الحركة.
في 24 أكتوبر واجه سلاح الفرقة الرابعة والخمسين مقاومة ضئيلة مع تقدمه إلى حافة بوك فيورد (أو وادي بوك الخِلالي)، في الجهة المقابلة لشيركنيس. واجه سلاح الفرقة الرابعة عشرة مشاكل أكبر في إلفينيس، حيث دمر الألمان الجسر المحلي لمنعهم من عبور الوادي الخلالي (الفيورد). تمكنت سريّتان من عبور الفيورد إلى الجنوب، حيث كانت الهوة بعرض 150 – 200 متر فقط. كان حراس الفرقة العاشرة قد تقدموا 10 كيلومتر جنوب شيركنيس، مؤمنين مناجم الحديد الخام حيث كان العديد من المدنيين يحتمون هناك. فُصل سلاح الفرقة الثامنة والعشرين عن فرقة الحراس لوقف هروب ألماني محتمل نحو لانغ فيورد، إذ لم تمتلك القوات المعينة لهذه المهمة الإمدادات الكافية. لاحظ الاستطلاع الجوي السوفييتي أرتالًا ألمانية تنسحب من شيركنيس باتجاه نيدن. شوهدت النيران والتفجيرات في البلدة، إذ أشعل الألمان المنسحبون النيران في المدينة كجزءٍ من عملية الأرض المحروقة. وصل حراس الفرقة العاشرة إلى الأطراف الجنوبية للمدينة في الساعة 03:00 من يوم 25 أكتوبر واشتبكوا مع الألمان المنسحبين.
حاولت القوات السوفييتية في إلفينيس عبور بوك فيورد مرة أخرى في نحو الساحة 05:00. قاومت الهجوم لنحو ساعة قبل أن تُجبر على الانسحاب بسبب الهجوم المباشر والقصف الثقيل للمدفعية. باستخدام مركبات برمائية مُستجلبة بقانون الإعارة والاستئجار وعوامات بدائية الصنع، تمكنت أغلبية القوات السوفييتية من عبور النهر بحلول الساعة 09:00. توجهت من هناك إلى المشارف الجنوبية الشرقية لشيركنيس.
مدعومين بالدبابات والمدفعية، أخلى سلاح الفرقة العاشرة وسلاح الفرقة الخامسة والستين وسلاح الفرقة الرابعة عشرة شيركنيس من الصفوف الخلفية الأخيرة للجيش الألماني في ظهيرة يوم 25 أكتوبر.

### العمليات السوفييتية الأخيرة
في 26 أكتوبر استولى سلاح الفرقة العاشرة على مطار ألماني غرب شيركنيس بنحو 15 كيلومتر. وصل سلاح الفوج الثامن والعشرين إلى الطريق السريع 50 في مانكليف ذلك الصباح، ليجد أن الوحدات الألمانية مازالت تنسحب عبر أرجاء المنطقة. اندلع القتال، وحاصر السوفييت الطريق دون سابق إنذار، مُجبِرين الألمان بالجلاء إلى الشمال حيث رُحلّوا عبر البحر. بحلول المساء، أُمّنت منطقة مانكليف بأكملها واندفع السوفييت عبر نهر نيدن.
أعدت الصفوف الخلفية للجيش الألماني دفاعًا في نيدن على خط المرتفعات. بمساعدة الصيادين المحليين، تمكن السوفييت من عبور النهر في 27 أكتوبر والاستيلاء على خط المرتفعات. كان القتال شديدًا، وتمكن الألمان من حرق كل بناء في القرية، عدا الكنيسة المحلية، قبل انسحابهم.
أمام أرضٍ وعرة ودرجات حرارة شديدة البرودة، أُمرت قوات الجيش الأربعة عشرة في المنطقة بوقف تقدمها واتخاذ وضعية الدفاع. لم تستمر سوى قوة استطلاع من سلاح الفرقة المئة وأربعة عشرة بالتقدم غربًا. سارت 116 كيلومتر شمال غرب نيدن قبل توقفها في تانا يوم 13 نوفمبر.  